# Josef Lonovics von Krivina

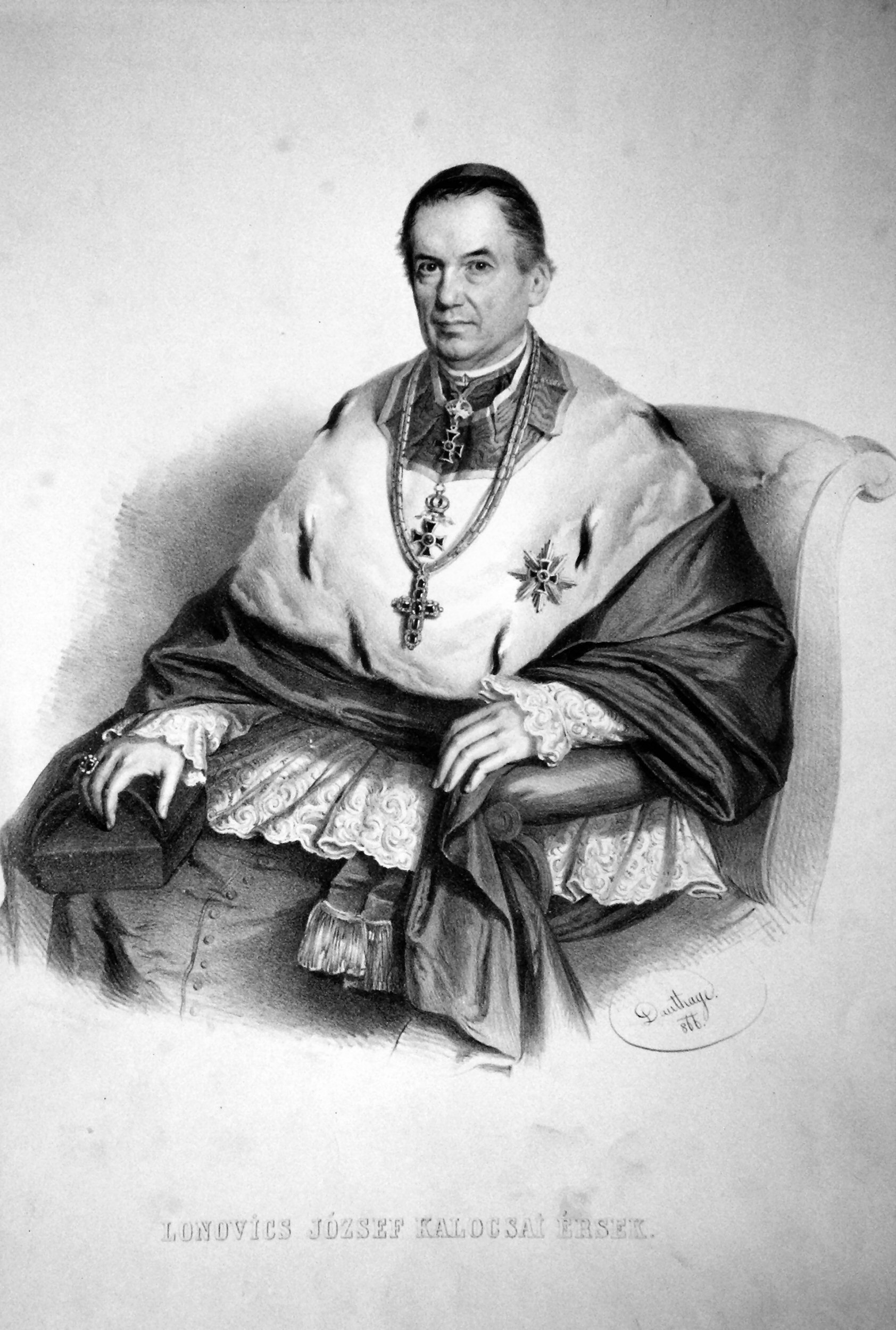
Josef Lonovics von Krivina, Lithographie von Adolf Dauthage, 1866.

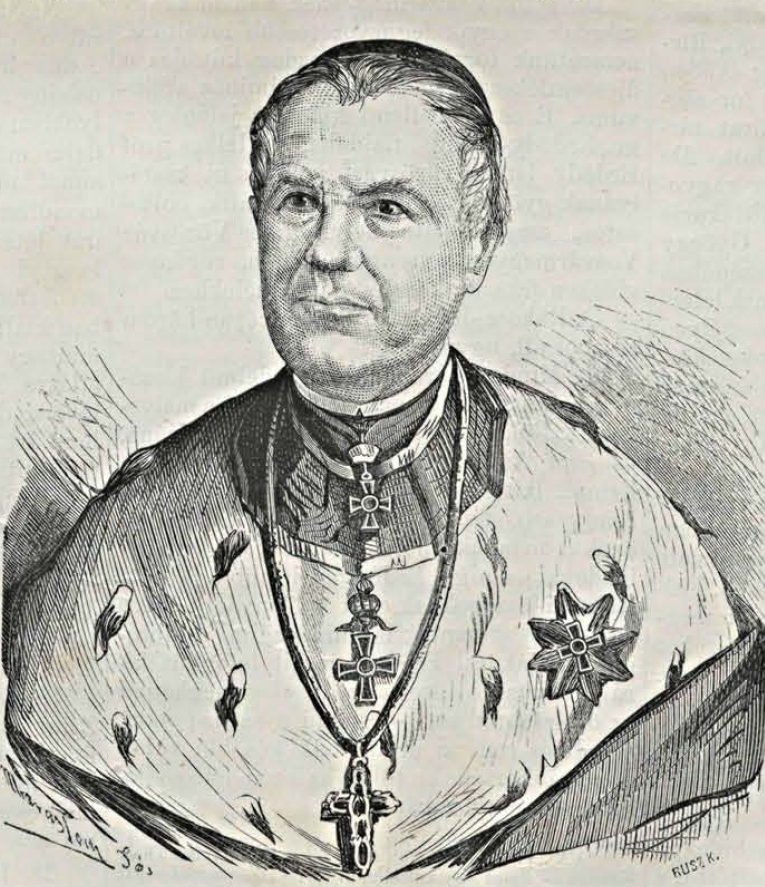
Holzstich von K. Rusz nach einer Lithographie von Giuseppe Marastoni

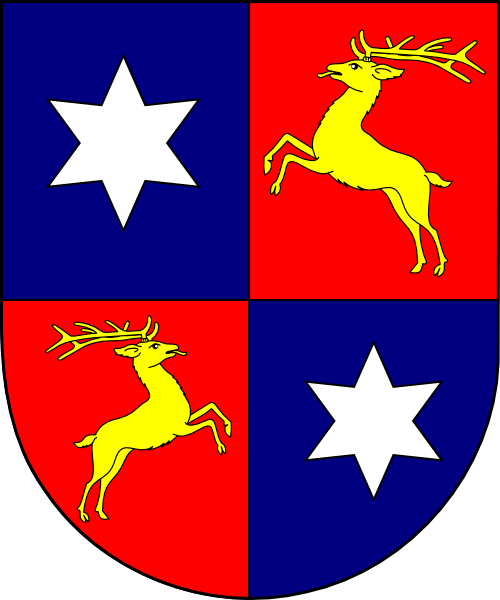
Wappen des Bischofs

Josef Lonovics von Krivina (* 31. Januar 1793 in Miskolc, Komitat Borsod, Königreich Ungarn; † 13. März 1867 in Pest) war Bischof der Csanáder Diözese (1834–1848) und Erzbischof von Kalocsa und Erlau.

## Leben

### Studium
Josef Lonovics besuchte das Gymnasium in Miskolc (1804–1808) und studierte anschließend Philosophie (1808–1812) und Theologie (1812–1817) in Erlau. Lonovics empfing am 13. April 1816 das Sakrament der Priesterweihe und wurde 1817 in Ofen zum Dr. theol. promoviert.

### Priester und Lehrer
Von 1829 bis 1834 war er Domherr des Erlauer Bistums. Lonovics war Direktionsmitglied der ungarischen Akademie der Wissenschaften, lehrte 1830 Moral- und Pastoraltheologie in Erlau.

### Bischof des Csanáder Bistums
Josef Lonovics wurde am 13. März 1834 zum Bischof der Csanáder Diözese ernannt und hatte dieses Amt bis zu seiner Ernennung zum Erzbischof von Kalocsa inne. Die Bischofsweihe spendete ihm der Patriarch von Venedig und Erzbischof von Erlau, Johann Ladislaus Pyrker,  am 14. September 1834.
Von 1837 bis 1847 war er Mitglied der Großwardeiner Königlichen Akademie. Er eröffnete in Temeswar eine juristische und eine philosophische Fakultät. Lonovics war Begründer der ersten Universität in Temeswar, die aber bereits 1848 geschlossen wurde.

### Auszeichnungen
- 1843 erhielt er vom König die Ortschaft Krivina im Karascher Komitat
- 1843 erhielt er den ungarischen Adelstitel
- 1845 erhielt er das Kreuz des Sankt-Stefan-Ordens
- 1845 erhielt er das Großkreuz des Leopoldordens
- 1845 wurde er Ehrenbürger der Stadt Temeswar
- 1849 Mitglied der Ungarischen Akademie der Wissenschaften

### Freiheitskämpfer
Da er sich 1848–1849 auf die Seite der Aufständischen stellte, bekam er vom Kaiser Hausarrest, zuerst in Pressburg und danach in Ofen. 1850–1854 wurde er im Stift Melk interniert. Er kam dann nach Wien, wo er beim Nuntius wohnte.

### Erzbischof von Kalocsa
1859 bekam Josef Lonovics den Titel des Erzbischofs von Kalocsa und 1866 die wirkliche Würde des Erzbischofs. Dieses Amt versah er bis zu seinem Tod und wurde am 18. März 1867 in der Kalocsaer Domkrypta beigesetzt.